# Atletica leggera ai Giochi della XX Olimpiade - Salto con l'asta

Video della Finale (film ufficiale dei Giochi)

Il salto con l'asta ha fatto parte del programma maschile di atletica leggera ai Giochi della XX Olimpiade. La competizione si è svolta nei giorni 1-2 settembre 1972 allo Stadio olimpico di Monaco.

## Presenze ed assenze dei campioni in carica
| Competizione      | Atleta           | Prestazione | Monaco 1972 |
| ----------------- | ---------------- | ----------- | ----------- |
| Olimpiadi 1968    | Robert Seagren   | 5,40 m      | Presente    |
| Commonwealth 1970 | Mike Bull        | 5,10 m      | Presente    |
| Asiatici 1970     | Kyoichiro Inoue  | 4,80 m      | Non qual.   |
| Panamericani 1971 | Jan Johnson      | 5,33 m      | Presente    |
| Europei 1971      | Wolfgang Nordwig | 5,35 m      | Presente    |

1. ↑  Sotto la bandiera della Gran Bretagna.

Il vincitore dei Trials USA è Robert Seagren con 5,63 m, nuovo record del mondo.

## Risultati

### Turno eliminatorio
Qualificazione5,10 m
Dieci atleti raggiungono la misura richiesta. I 14 finalisti sono selezionati a 5,00 m.

Lo svedese Kjell Isaksson, tre volte primatista mondiale (5,51 l'8 aprile, 5,54 il 15 aprile e 5,59 il 23 maggio), entra in prova direttamente a 5 metri: sbaglia tre volte e deve guardare la finale da spettatore.
| Pos. | Gruppo | Atleta                | Nazione        | Misura | 4,80 | 5,00 | 5,10 | Nota |
| ---- | ------ | --------------------- | -------------- | ------ | ---- | ---- | ---- | ---- |
| 1    | A      | Antti Kalliomäki      | Finlandia      | 5,10   | -    | -    | O    | Q    |
| 1    | A      | Wolfgang Nordwig      | Germania Est   | 5,10   | -    | -    | O    | Q    |
| 3    | A      | Hervé d'Encausse      | Francia        | 5,10   | -    | O    | O    | Q    |
| 3    | B      | Bruce Simpson         | Canada         | 5,10   | -    | O    | O    | Q    |
| 5    | B      | Reinhard Kuretzky     | Germania Ovest | 5,10   | O    | O    | O    | Q    |
| 6    | A      | Bob Seagren           | Stati Uniti    | 5,10   | -    | -    | XO   | Q    |
| 6    | B      | François Tracanelli   | Francia        | 5,10   | -    | -    | XO   | Q    |
| 8    | A      | Hans Lagerqvist       | Svezia         | 5,10   | -    | O    | XO   | Q    |
| 9    | A      | Volker Ohl            | Germania Ovest | 5,10   | O    | O    | XO   | Q    |
| 10   | A      | Jan Johnson           | Stati Uniti    | 5,10   | O    | XO   | XO   | Q    |
| 11   | B      | Tadeusz Ślusarski     | Polonia        | 5,00   | -    | O    | XXX  | q    |
| 12   | B      | Wojciech Buciarski    | Polonia        | 5,00   | -    | XO   | XXX  | q    |
| 13   | A      | Khristos Papanikolaou | Grecia         | 5,00   | XXO  | XO   | XXX  | q    |
| 14   | B      | Ingemar Jernberg      | Svezia         | 5,00   | -    | XXO  | XXX  | q    |
| 15   | B      | Silvio Fraquelli      | Italia         | 4,80   | O    | XXX  |      |      |
| 16   | B      | Ray Boyd              | Australia      | 4,80   | XO   | XXX  |      |      |
| 16   | B      | Mike Bull             | Gran Bretagna  | 4,80   | XO   | XXX  |      |      |
| 18   | A      | Steve Smith           | Stati Uniti    | 4,80   | XXO  |      |      |      |
| -    | B      | Kirk Bryde            | Canada         | NM     | -    | XXX  |      |      |
| -    | A      | Kjell Isaksson        | Svezia         | NM     | -    | XXX  |      |      |
| -    | A      | Renato Dionisi        | Italia         | NM     | XXX  |      |      |      |

### Finale
Pochi giorni prima della gara, l'IAAF proibisce l'uso di un nuovo tipo di asta (denominata "asta verde"), in vigore da meno di un anno che però era già stata adottata dai due terzi degli iscritti a Monaco, praticamente tutti gli occidentali.
A 5,35 sono ancora in gara ben quattro atleti. Solo il tedesco ovest Kuretzky fallisce la misura. Avanzano il tedesco est Nordwig e due americani: il campione in carica Seagren e Johnson. Nordwig supera 5,40; Seagren rimane aggrappato alla gara al terzo salto; Johnson esce. A 5,45 anche Seagren deve capitolare. Nordwig, rimasto solo, ha ancora la forza e la concentrazione di salire fino a 5,50. Gli riesce così l'accoppiata oro e record olimpico.
| Pos.    | Atleta                | Età | Nazione        | 4,80 | 5,00 | 5,10 | 5,20 | 5,30 | 5,35 | 5,40 | 5,45 | 5,50 | 5,56 | Misura | Nota            |
| ------- | --------------------- | --- | -------------- | ---- | ---- | ---- | ---- | ---- | ---- | ---- | ---- | ---- | ---- | ------ | --------------- |
| Oro     | Wolfgang Nordwig      | 28  | Germania Est   | -    | -    | O    | -    | XO   | O    | XO   | O    | XXO  | XXX  | 5.50   | Record olimpico |
| Argento | Bob Seagren           | 25  | Stati Uniti    | -    | -    | -    | O    | -    | O    | XXO  | XXX  |      |      | 5.40   |                 |
| Bronzo  | Jan Johnson           | 21  | Stati Uniti    | -    | -    | -    | XO   | -    | XO   | XXX  |      |      |      | 5.35   |                 |
| 4       | Reinhard Kuretzky     | 24  | Germania Ovest | O    | XO   | XXO  | XO   | O    | XXX  |      |      |      |      | 5.30   |                 |
| 5       | Bruce Simpson         | 22  | Canada         | -    | O    | XXO  | O    | XXX  |      |      |      |      |      | 5.20   |                 |
| 6       | Volker Ohl            | 22  | Germania Ovest | -    | -    | XO   | XO   | XXX  |      |      |      |      |      | 5.20   |                 |
| 7       | Hans Lagerqvist       | 32  | Svezia         | -    | XO   | O    | XXO  | XXX  |      |      |      |      |      | 5.20   |                 |
| 8       | François Tracanelli   | 21  | Francia        | -    | -    | O    | -    | XXX  |      |      |      |      |      | 5.10   |                 |
| 9       | Ingemar Jernberg      | 21  | Svezia         | -    | XXO  | XO   | XXX  |      |      |      |      |      |      | 5.10   |                 |
| 10      | Wojciech Buciarski    | 22  | Polonia        | -    | O    | -    | XXX  |      |      |      |      |      |      | 5.00   |                 |
| 11      | Khristos Papanikolaou | 30  | Grecia         | O    | O    | -    | XXX  |      |      |      |      |      |      | 5.00   |                 |
| -       | Antti Kalliomäki      | 25  | Finlandia      | -    | -    | -    | XXX  |      |      |      |      |      |      | NM     |                 |
| -       | Hervé d'Encausse      | 28  | Francia        | -    | -    | XXX  |      |      |      |      |      |      |      | NM     |                 |
| -       | Tadeusz Ślusarski     | 22  | Polonia        | -    | XXX  |      |      |      |      |      |      |      |      | NM     |                 |

Il successo di Nordwig interrompe una catena di vittorie targate USA iniziata ai primi Giochi olimpici (1896), ininterrotta se si eccettua l'edizione intermedia del 1906.

Dopo la decisione di bandire le "aste verdi" nell'imminenza dei Giochi, l'IAAF fisserà in un anno il periodo di "prova" necessario prima dell'ammissione di qualsiasi tipo di attrezzo nelle gare internazionali.